# Gülkız Ürbül
Gülkız Ürbül (1901-1990) fue una política turca considerada la primera mujer elegida´muhtar ( jefa de aldea ) en Turquía en 1933. Más tarde cambió su nombre a Gül Esin Aydın . 

## Antecedentes
Hasta 1930, las mujeres no tenían derechos políticos en Turquía. A partir de 1930, lograron el sufragio en las elecciones locales mediante la Ley núm. 1580, de 3 de abril de 1930. Tres años después, mediante la Ley núm. 2349, de fecha 26 de octubre de 1933, también se incluyó en el sufragio la elegibilidad para el cargo de muhtar . 
Dos semanas después, Ürbül fue elegida muhtar en el pueblo de Demircidere del distrito de Çine en la provincia de Aydın, siendo considerada la primera vez que una mujer fue elegida para un cargo político en Turquía. (El pueblo de Demircidere fue posteriormente declarado distrito llamado Karpuzlu . ) 

## Plazo de elección y servicio
En la década de 1930, Gülkız Ürbül era una de las pocas mujeres de aldea alfabetizadas en Turquía. Durante la Primera Guerra Mundial y la Guerra de Independencia de Turquía, perdió a su esposo y a cinco de sus seis hermanos. En la campaña electoral, se enfrentó a otros siete candidatos varones y ganó las elecciones de muhtar. Durante su corto período al frente de la aldea, inició la construcción de una carretera entre su pueblo y Çine y fundó una cooperativa para construir una habitación en el pueblo. También prohibió el juego.

## Comentarios
Después de las elecciones, Mehmet Ali Bey, gobernador de Çine, dijo que el distrito estaba orgulloso de ser el pionero en tener la primera muhtar femenina en Turquía. Recep Peker, el secretario general del Partido Republicano del Pueblo (y luego primer ministro de 1946 a 1947), envió un telegrama y felicitó a Ürbül por convertirse en la primera mujer turca muhtar y ocupante política.     

## Muerte y legado
Ürbül pasó los últimos 20 años de su vida en el distrito de Nazilli de la provincia de Aydın, donde murió el 18 de diciembre de 1990. En 2011, el municipio de Aydın erigió un busto de Gülkız.